# Flugplatz Ahrenlohe

i7
i11
i13

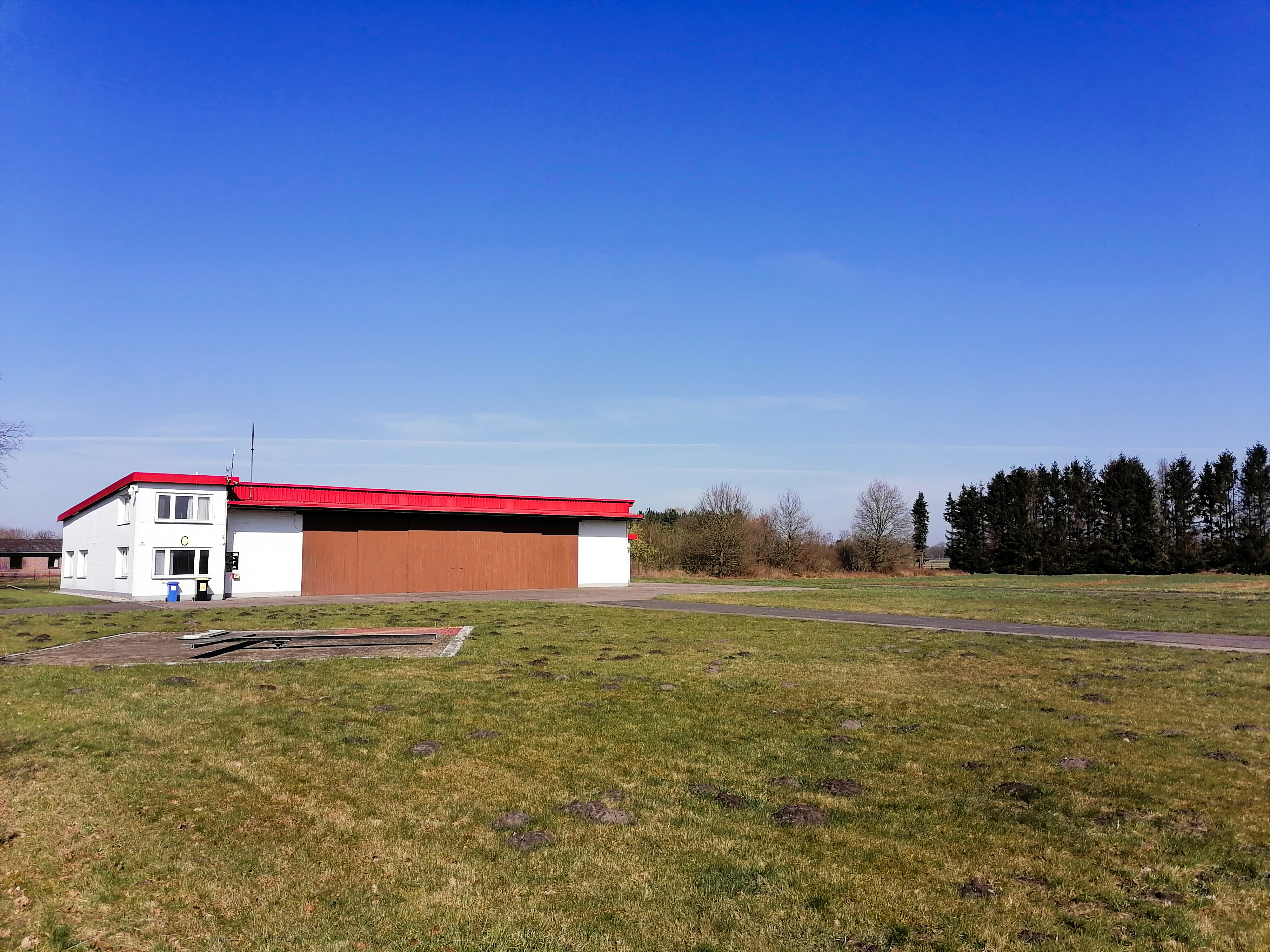
Hangar am Flugplatz Ahrenlohe

Der Flugplatz Ahrenlohe (ICAO-Code: EDHO) ist ein Sonderlandeplatz im schleswig-holsteinischen Tornesch. Er ist für Luftfahrzeuge bis 5700 kg zugelassen.

## Geschichte und Ereignisse
Der Flugplatz wurde in den 1960er Jahren von dem Uetersener Fabrikanten Rolf Hatlapa angelegt. Im Jahr 1964 gab es die Genehmigung von der Luftverkehrsbehörde, ihn als Sportflugplatz zu betreiben. Schon 1968 wurden rund 2850 Starts und Landungen durchgeführt. Mitte 1973 wurde die Grasbahn mit Asphalt befestigt und eine Vereinbarung über die Flugdichte getroffen, da sich viele Anwohner durch den Fluglärm belästigt fühlten. Die Flugbewegungen wurden zum Anwohnerschutz auf 2000 je Jahr beschränkt. 1972 geriet der Flugplatz in die Schlagzeilen der Presse, nachdem ein Flugzeug mit fünf Menschen nach dem Start im angrenzenden Wald abstürzte und alle Insassen dabei ums Leben kamen. Später wurde der Platz versteigert und die Flugbewegungen gingen auf etwa sechs Starts und Landungen täglich zurück. Seit 2004 gibt es nur noch vereinzelte Flugbewegungen auf dem Platz, wohl nicht zuletzt, weil der nur 6 km entfernte Flugplatz Uetersen/Heist die wesentlich bessere Infrastruktur bereithält.

## Lage und Anfahrt
Der kleine Flugplatz liegt 2 km östlich der Stadt Tornesch. Die BAB 23 Hamburg–Heide führt im Osten, die Bahnstrecke Hamburg–Kiel führt im Westen an ihm vorbei.